# Лешно (Ленчицький повіт)
Лешно (пол. Leszno) — село в Польщі, у гміні Ґрабув Ленчицького повіту Лодзинського воєводства.
Населення — 63 особи (2011).
У 1975-1998 роках село належало до Конінського воєводства.

## Демографія
Демографічна структура станом на 31 березня 2011 року:
|          | Загалом | Допрацездатний вік | Працездатний вік | Постпрацездатний вік |
| -------- | ------- | ------------------ | ---------------- | -------------------- |
| Чоловіки | 41      | 4                  | 33               | 4                    |
| Жінки    | 22      | 0                  | 12               | 10                   |
| Разом    | 63      | 4                  | 45               | 14                   |